# أوقستي غيندرون
أوقستي غيندرون (بالفرنسية: Ernest Augustin Gendron)‏ هو رسام فرنسي، ولد في 17 مارس 1817 في باريس في فرنسا، وتوفي بنفس المكان في 11 يوليو 1881.